# Homersham Cox
Pour les articles homonymes, voir Cox.
Homersham Cox (1857-1918) est un mathématicien anglais,.

## Biographie
Homersham Cox est le fils de Homersham Cox (en) (1821-1897) et le frère de Harold Cox (en) et il fait ses études à la Tonbridge School (1870-1875). Au Trinity College de Cambridge, il obtient un BA en tant que 4e wrangler en 1880 et une maîtrise en 1883. Il devient boursier en 1881. Sa sœur cadette Margaret le décrit comme un homme souvent complètement perdu dans ses pensées. Il est marié à Amy Cox. Plus tard, ils se séparent et elle commence à travailler comme gouvernante en Russie en 1907.
Cox écrit quatre articles appliquant l'algèbre à la physique, puis se tourne vers l'enseignement des mathématiques avec un livre sur l'arithmétique en 1885. Ses Principles of Arithmetic comprennent les nombres binaires, les nombres premiers et les permutations.
Engagé pour enseigner les mathématiques au Muir Central College (en), Cox devient un résident d'Allahabad, dans l'Uttar Pradesh, de 1891 jusqu'à sa mort en 1918. Il est marié à Amy Cox, avec qui il a une fille, Ursula Cox.

## Travail sur la géométrie non euclidienne
De 1881 à 1883, il publie des articles sur la géométrie non euclidienne,,,.
Par exemple, dans son article de 1881 (publié en deux parties en 1881 et 1882), il décrit les coordonnées homogènes pour la géométrie hyperbolique, maintenant appelées coordonnées de Weierstrass du modèle de l'hyperboloïde introduit par Wilhelm Killing (1879) et Henri Poincaré (1881). Comme Poincaré en 1881, Cox écrit les transformations générales de Lorentz laissant invariante la forme quadratique {\displaystyle z^{2}-x^{2}-y^{2}=1}, et aussi pour {\displaystyle w^{2}-x^{2}-y^{2}-z^{2}=1}. Il formule également le boost de Lorentz qu'il décrit comme un transfert de l'origine dans le plan hyperbolique, à la page 194 :
{\displaystyle {\begin{aligned}X&=x\cosh p-z\sinh p\\Z&=-x\sinh p+z\cosh p\end{aligned}}\quad {\text{and}}\quad {\begin{aligned}x&=X\cosh p+Z\sinh p\\z&=X\sinh p+Z\cosh p\end{aligned}}}
Des formules similaires sont utilisées par Gustav von Escherich en 1874, que Cox mentionne à la page 186. Dans son article de 1882/1883,, qui traite de la géométrie non euclidienne, des quaternions et de l'algèbre extérieure, il fournit la formule suivante décrivant un transfert du point P au point Q dans le plan hyperbolique, à la page 86.
{\displaystyle {\begin{aligned}QP^{-1}&=\cosh \theta +\iota \sinh \theta \\QP^{-1}&=e^{\iota \theta }\end{aligned}}\quad (\iota ^{2}=1)}
ensemble avec {\displaystyle \cos \theta +\iota \sin \theta } avec {\displaystyle \iota ^{2}=-1} pour l'espace elliptique, et {\displaystyle 1-\iota \theta } avec {\displaystyle \iota ^{2}=0} pour l'espace parabolique. À la page 88, il identifie tous ces cas comme des multiplications de quaternions. La variante {\displaystyle \iota ^{2}=1} est maintenant appelé nombre hyperbolique, l'expression entière de gauche peut être utilisée comme verseur hyperbolique. Par la suite, cet article est décrit par Alfred North Whitehead (1898) comme suit :
« Homersham Cox constructs a linear algebra [cf. 22] analogous to Clifford's Biquaternions which applies to Hyperbolic Geometry of two and three and higher dimensions. He also points out the applicability of Grassmann's Inner Multiplication for the expression of the distance formulae both in Elliptic and Hyperbolic Space; and applies it to the metrical theory of systems of forces. His whole paper is most suggestive. »
« Homersham Cox construit une algèbre linéaire (cf. 22) analogue aux biquaternions de Clifford, qui s'applique à la géométrie hyperbolique en dimension deux, trois et au-delà. Il pointe aussi que le produit intérieur de Grassmann peut être appliqué pour exprimer les formules de distance à la fois dans la géométrie des espaces elliptiques et hyperbolique; et il l'applique à la théorie métrique des systèmes de forces. Son article entier est extrêmement évocateur. »

## Chaîne de Cox
En 1891, Cox publie une chaîne de théorèmes en géométrie euclidienne en dimension trois :
(i) Dans un espace à trois dimensions, prenons un point 0 par lequel passent divers plans a, b, c, d, e...
(ii) Chaque paire de plans se coupent sur une ligne passant par 0. Sur chacune de ces lignes, un point est pris au hasard. Le point sur la ligne d'intersection des plans a et b sera appelé le point ab.
(iii) Trois plans a, b, c, donnent trois points bc, ac, ab . Ceux-ci déterminent un avion. On l'appellera le plan ABC. Ainsi les plans a, b, c, abc, forment un tétraèdre de sommets bc, ac, ab, 0.
(iv) Quatre plans a, b, c, d, donnent quatre plans abc, abd, acd, bcd. On peut prouver que ceux-ci se rejoignent en un point. Appelons ce point abcd.
(v) Cinq plans a, b, c, d, e, donnent cinq points tels que abcd. On peut prouver qu'ils se trouvent dans un plan. Appelons ce plan abcde.
(vi) Six plans a, b, c, d, e, f, donnent six plans tels que abcde. On peut prouver que ceux-ci se coupent en un point. Appelons ce point abcdef . Et ainsi de suite indéfiniment.
Le théorème est comparé aux théorèmes des cercles de Clifford (en) car ils constituent tous deux une chaîne infinie de théorèmes. En 1941, Richmond affirme que la chaîne de Cox est supérieure :

« L'intérêt de Cox résidait dans la découverte des applications de l'Ausdehnungslehre de Grassmann et il utilise la chaîne à cette fin. N'importe quel géomètre actuel (à qui de nombreuses propriétés des cercles dans un plan de Cox doivent paraître assez artificielles) conviendrait que sa figure des points et des plans dans l'espace est plus simple et plus fondamentale que celle des cercles dans un plan dont il dérive. à partir de cela. Pourtant ce chiffre de 2n cercles montre hors de tout doute la supériorité de la chaîne de Cox sur celle de Clifford ; car ce dernier est inclus comme cas particulier lorsque la moitié des cercles du premier se rétrécissent en points. La figure plane de Cox de 2n cercles peut être dérivée par des méthodes élémentaires. »

H. S. M. Coxeter dérive le théorème de Clifford en échangeant le point arbitraire sur une droite ab avec une sphère arbitraire autour de 0 qui coupe ensuite ab. Les plans a, b, c... coupent cette sphère en cercles qui peuvent être projetés stéréographiquement dans un plan. Le langage planaire de Cox se traduit alors par les cercles de Clifford.
En 1965, les trois premiers théorèmes de Cox sont prouvés dans le manuel de Coxeter Introduction to Geometry.

## Travaux
1. ↑  Cox, H., Principles of Arithmetic, Deighton, 1885 (lire en ligne)
2. 1 2  Cox, H., « Homogeneous coordinates in imaginary geometry and their application to systems of forces », The Quarterly Journal of Pure and Applied Mathematics, vol. 18, no 70,‎ 1881, p. 178–192 (lire en ligne)
3. 1 2  Cox, H., « Homogeneous coordinates in imaginary geometry and their application to systems of forces (continued) », The Quarterly Journal of Pure and Applied Mathematics, vol. 18, no 71,‎ 1882, p. 193–215 (lire en ligne)
4. 1 2  Cox, H., « On the Application of Quaternions and Grassmann's Ausdehnungslehre to different kinds of Uniform Space », Transactions of the Cambridge Philosophical Society, vol. 13,‎ 1883, 69–143 (lire en ligne)
5. 1 2  Cox, H., « On the Application of Quaternions and Grassmann's Ausdehnungslehre to different kinds of Uniform Space », Proceedings of the Cambridge Philosophical Society, vol. 4,‎ 1883, 194–196 (lire en ligne)
6. ↑  Homersham Cox, « Application of Grassmann's Ausdehnungslehre to properties of circles », The Quarterly Journal of Pure and Applied Mathematics, vol. 25,‎ 1891, p. 1-70 (lire en ligne).